# Centre national d'étude des systèmes scolaires
Le Centre national d'étude des systèmes scolaires (Cnesco), anciennement le Conseil national d’évaluation du système scolaire, est un organisme français d'analyse des politiques et pratiques éducatives, rattaché au Conservatoire national des arts et métiers (Cnam).

## Histoire

### Avant 2019
Le Conseil national d’évaluation du système scolaire est créé par la loi d'orientation et de programmation pour la refondation de l'École de la République, dite Loi Peillon, en 2013.
Il est mis en place le 28 janvier 2014 avec une triple mission : « un rôle de production d’évaluations et de synthèses d’évaluations, notamment dans une perspective internationale, un rôle d’expertise méthodologique des évaluations existantes et un rôle de promotion de la culture de l’évaluation en direction des professionnels de l’éducation et du grand public ».
Le CNESCO est conçu pour être une instance indépendante : « composé de scientifiques reconnus en France et à l’étranger, ouvert à la pluralité de la représentation nationale et sociale, ce conseil offrira toutes les garanties d’une expertise impartiale et de haut niveau », selon Vincent Peillon.

### Composition avant 2019
Le CNESCO comprend deux députés, deux sénateurs, à parité de droite et de gauche. Il comprend également deux représentants du Conseil économique, social et environnemental et huit personnalités qualifiées.
Il est co-présidé et coordonné depuis 2022 par Agnès Florin, André Tricot et Jean-François Chesné.

### Études et publications
Le CNESCO publie, de sa mise en place à 2018, seize évaluations et 21 rapports scientifiques.
Ses travaux portent notamment sur la question du redoublement, des inégalités scolaires, de la mixité scolaire, de l'expression écrite.
Le CNESCO formule des recommandations.

### Rapports d'évaluation de 2017-2018
Le rapport de la Cour des comptes de décembre 2017 dresse un bilan nuancé de l'activité du CNESCO. Il reproche à l'organisme une méthode d'évaluation trop portée sur « l'approche participative », et remarque « un défaut de vision commune et initiale entre le conseil et le ministère ». La Cour semble rejointe dans cette analyse par le Comité de suivi de la Loi de refondation de l’école. En revanche, la Cour des comptes note que le statut de l'organisme, et particulièrement son indépendance, n'ont pas été garantis, et que les moyens n’ont jamais été accordés par le ministère de l'éducation nationale à la hauteur de l’enjeu.
Le Comité d'évaluation et de contrôle des politiques publiques de l'Assemblée nationale publie en septembre 2018 un rapport et propose de « confier au CNESCO la régulation de l’évaluation du système scolaire », en rendant obligatoire sa consultation sur les évaluations et nouveaux outils envisagés par le ministère, comme en augmentant ses effectifs et moyens de fonctionnement.
En octobre 2018, la loi « pour l’avenir de l’école » prévoit cependant le démantèlement du Conseil national d’évaluation du système scolaire. Un collectif de chercheurs dénonce, dans une tribune du quotidien Le Monde, ce qu'ils appellent « la mise au pas des instances d’évaluation par le ministère de l’éducation nationale ». Un Conseil d’évaluation de l’école (CEE), nouvellement créé en 2019, devrait prendre sa place.

### Après 2019
Le CNESCO est remplacé par le Conseil d'évaluation de l'École (CEE).
Le Cnesco devient le Centre national d’étude des systèmes scolaires, rattaché au laboratoire Formation et apprentissages professionnels (Foap), au sein du Conservatoire national des arts et métiers (Cnam). Il élargit ses missions et devient un centre d’analyse et d’accompagnement des politiques et pratiques éducatives. 

### Composition après 2019
Il est co-présidé depuis 2022 par Agnès Florin et André Tricot  et coordonné par Jean-François Chesné et Cécile Pacchiana-Rossi. 